# لقاءات القبور 2
لقاءات القبور 2 هو فيلم رعب كندي-أمريكي من إنتاج عام 2012، من إخراج جون بوليكين وكتبت من قبل الاخوان فيشوس وهو تتمة لفيلم لقاءات القبور(grave encounters) الذي صدر من عام 2011.وهو يروي قصة مجموعة من المعجبين الذين يقررون الدخول إلى نفس المشفى النفسي والذين يبحثون فيما إذا كانت الاحداث السابقة حدثت بالفعل ليصبحو بعد ذلك هدفا للاشباح التي تسكن هذا المشفى الفيلم اصدر في أي تيونز في 2 اكتوبر 2012 واصدر في المسارح 12 اكتوبر 2012 حقق الفيلم نجاحات اقتصادية لكنه فشل من وجهة نظر النقاد.
بلغت ميزانية الفيلم $1,400,000.
تلقى الفيلم تعليقات سلبية من النقاد حيث حصد 14% حسب موقع الطماطم الفاسدة و بلغت علامته 5.2 من 10 حسب موقع القاعدة بيانات الأفلام على الإنترنت.

## روابط خارجية
- لقاءات القبور 2 على موقع IMDb (الإنجليزية)
- لقاءات القبور 2 على موقع روتن توميتوز (الإنجليزية)
- لقاءات القبور 2 على موقع ألو سيني (الفرنسية)
- لقاءات القبور 2 على موقع Turner Classic Movies (الإنجليزية)
- لقاءات القبور 2 على موقع أول موفي (الإنجليزية)
- لقاءات القبور 2 على موقع فيلمافينيتي (الإسبانية)
- لقاءات القبور 2 على موقع قاعدة بيانات الفيلم (الإنجليزية)
- لقاءات القبور 2 على موقع ليتربوكسد (الإنجليزية)
- لقاءات القبور 2 على موقع كينوبويسك (الروسية)